# 공평한 분할
공평한 분할(Fair division)은 하나의 좋은 것을 여러 사람에게 나눌 때 모두가 만족하는 것을 말한다. 수학, 경제학(특히 사회선택이론), 게임 이론, 분쟁 해결에서 연구하고 있다.

## 정의
{\displaystyle n}명의 참여자 {\displaystyle P_{1},P_{2},...,P_{n}}이 집합 {\displaystyle X}를 다음과 같이 {\displaystyle n}개의 집합으로 분할하여 각 부분집합을 한 참여자가 가져간다.
{\displaystyle X=X_{1}\sqcup X_{2}\sqcup ...\sqcup X_{n}}
분할 가능한 것은 케이크나 주스를 말하며 분할 불가능한 것은 자동차, 피아노 따위를 말한다. 동질적인 것은 돈과 같은 것을 말하며 케이크와 같이 각 부분마다 성분이나 맛이 다른 것은 이질적인 것이라고 한다. 탐나는 것은 양의 가치를 지닌 것, 달갑잖은 것은 음의 가치를 지닌 것(쓰레기 청소 등)을 말한다.
비례적인 분할은 1/n 이상을 가져가는 분배, 질투없는 분할은 자신이 가장 많이 가져간 분할(남의 떡이 더 커보이지 않는 분할), 정확한 분할은 누구나 똑같이 가져간 분할을 말한다.

## 두 명
자르고 고르기(Divide and choose)는 둘 다 질투 없이 1/2 이상을 가져가는 방법이다.

## 같이 보기
- 국제무역
- 배낭 문제
- 공유지의 비극